# 2006年全仏オープン
2006年 全仏オープン（2006ねんぜんふつオープン、Internationaux de France de Roland-Garros 2006）は、フランス・パリにある「スタッド・ローラン・ギャロス」にて、2006年5月28日から6月11日まで開催された。

## シニア

### 男子シングルス
ラファエル・ナダル def.  ロジャー・フェデラー, 1–6, 6–1, 6–4, 7–6(4)
- ナダルは大会2連覇である。

### 女子シングルス
ジュスティーヌ・エナン＝アーデン def.  スベトラーナ・クズネツォワ, 6–4, 6–4
- エナンは大会2連覇である。

### 男子ダブルス
ヨナス・ビョークマン /  マックス・ミルヌイ def.  ボブ・ブライアン /  マイク・ブライアン, 6–7(5), 6–4, 7–5

### 女子ダブルス
リサ・レイモンド /  サマンサ・ストーサー def.  杉山愛 /  ダニエラ・ハンチュコバ, 6–3, 6–2

### 混合ダブルス
カタリナ・スレボトニク /  ネナド・ジモニッチ def.  エレーナ・リホフツェワ /  ダニエル・ネスター, 6–3, 6–4

## ジュニア

### 男子シングルス
マーティン・クリザン def.  フィリップ・ベスター, 6–3, 6–1

### 女子シングルス
アグニエシュカ・ラドワンスカ def.  アナスタシア・パブリュチェンコワ, 2–6, 6–1, 6–2

### 男子ダブルス
エミリアノ・マサ /  錦織圭 def.  Artur Chernov /  Valery Rudnev 2–6, 6–1, 6–2

### 女子ダブルス
シャロン・フィッチマン /  アナスタシア・パブリュチェンコワ def.  アグニエシュカ・ラドワンスカ /  キャロライン・ウォズニアッキ, 6–7(4), 6–2, 6–1